# Highschool of the Dead
A Highschool of the Dead (学園黙示録; Hepburn: Gakuen Mokushiroku) japán mangasorozat, amelynek írója Szató Daiszuke, míg rajzolója Szató Sódzsi. A történet egy csoport középiskolás diákot követ, amint egy zombi apokalipszis közepébe csöppennek. A sorozat a Fujimi Shobo Gekkan Dragon Age magazinjában jelent meg 2006 szeptemberétől és azóta világszerte már több nyelven is kiadták. A sorozat anime-adaptációját a Madhouse készítette el és 2010. július 5-én kezdték el Japánban sugározni.

## Cselekmény
A Highschool of the Dead napjainkban játszódik, amikor a világot egy halálos járvány sújtja, amely az embereket zombikká változtatja. A történet Komuro Takasi, a Fudzsimi Középiskola egyik diákja, valamint az iskola több túlélő tanulója és az iskolai nővér cselekedeteit követi.
A történet kezdetben csak a túlélésről, az iskolából való kijutásról és a zombikról szól, de ahogy a sorozat halad előre újabb a társadalmi összeomláshoz köthető veszélyeket mutat be veszélyes túlélők és a szereplők erkölcsi kódexének összeomlása képében.

## Médiamegjelenések

### Manga
A Highschool of the Dead 2006 júliusában kezdte el a megjelenését a Monthly Dragon Age magazinban, de 2008 végétől 2010 márciusáig szünetelt, majd 2010 májusa és 2010 júliusa között ismét rövid szünetet tartva.
A mangát több országban is licencelték. Spanyolországban a Glénat España, Németországban a Carlsen, Brazíliában a Panini Comics, Kanadában (franciául) és Franciaországban a Pika Édition, Kanadában (angolul) és az Egyesült Államokban a Yen Press, míg Tajvanban a Kadokawa Media adta ki. A manga első kötete Spanyolországban 2008 májusában, Németországban 2010 márciusában, míg Brazíliában 2010 áprilisában jelent meg. Nem sokkal a manga indulása után népszerűvé vált angol nyelven is a rajongói fordításoknak köszönhetően, erre a sorozat készítői is felfigyeltek és egy rövid angol nyelvű üzenetet hagytak a manga ötödik fejezetében.

### Anime
A Monthly Dragon Age 2010 márciusi lapszámában jelentették be a Highschool of the Dead anime-adaptációját. Ezt a Madhouse készítette Araki Tecuro vezetésével. A sorozatot 2010. július 5-én kezdték sugározni a japán AT-X hálózatán, majd néhány nappal később hét másik csatornán. A sorozatot ezzel egy időben streamelte az Anime Network Észak-Amerikában cenzúrázva, valamint a Madman Entertainment Ausztráliában és Új-Zélandon. A Sentai Filmworks a sorozat észak-amerikai jogtulajdonosa és a jövőben angol szinkronnal fogja megjelentetni az animét, míg a Madman Entertainment fogja forgalmazni a sorozatot Ausztráliában és Új-Zélandon, és a Manga Entertainment UK az Egyesült Királyságban. A 2011. február 10-én megjelenő manga hetedik fejezete tartalmazni fog egy 20 perces OVA-t is Blu-ray discen.
A sorozat nyitó főcímdalát; a HIGHSCHOOL OF THE DEAD-et Kjódan Kisida és a The Akebosi Rockets adta elő. A sorozat záró dala minden egyes epizód végén más és más, de mindegyiket Kuroszaki Maon énekelte.